# 梨木神社
梨木神社（なしのきじんじゃ）は、京都市上京区染殿町にある神社。旧社格は別格官幣社。明治維新に大きく貢献した三條實萬・三條實美父子を祭神とする。また境内には約500株のハギが植えられており、別名萩の宮とも呼ばれており、9月中旬から下旬には萩祭りがおこなわれる。

## 祭神
- 主祭神 - 三條實萬、三條實美

## 歴史
久邇宮朝彦親王の令旨により三条家の邸宅跡に三條實萬を祀るため社殿が造営される。1885年（明治18年）10月10日、社号は地名から梨木神社とされ、さらに別格官幣社の列格を受けて創建される。その後1915年（大正4年）、大正天皇即位を記念して、子の三條實美を合祀した。平安時代は藤原良房の娘染殿后の里御所・染殿第であった。
1948年（昭和23年）に神社本庁の別表神社に加列されている。
1977年に反君主制主義者によって爆破された（梨木神社爆破事件）。
社殿の修復等の資金集めに苦慮していた2013年（平成25年）、境内の参道を含む土地をマンション開発業者に60年の定期借地権で貸し、その賃貸料を社殿の修復費用に充てることとしたが、その計画が神社本庁の承認を得られなかったことから神社本庁から離脱して独立し、単立神社となった。これにより、別表神社の列から当社は外された。
神社本庁の別表神社が神社本庁から離脱したのは気多大社以来のこととなる。

## 境内
- 本殿
- 中門
- 拝殿
- 神門
- 歌碑 - 上田秋成、湯川秀樹。
- 愛の木 - 桂の木の葉がハート形になっている為に名付けられたとされる。
- 天壌無窮の石碑 - 三條實萬が祈念していた軸の言葉を石に刻んだもの。
- 茶室 - 旧春興殿、虚中庵。
- 社務所

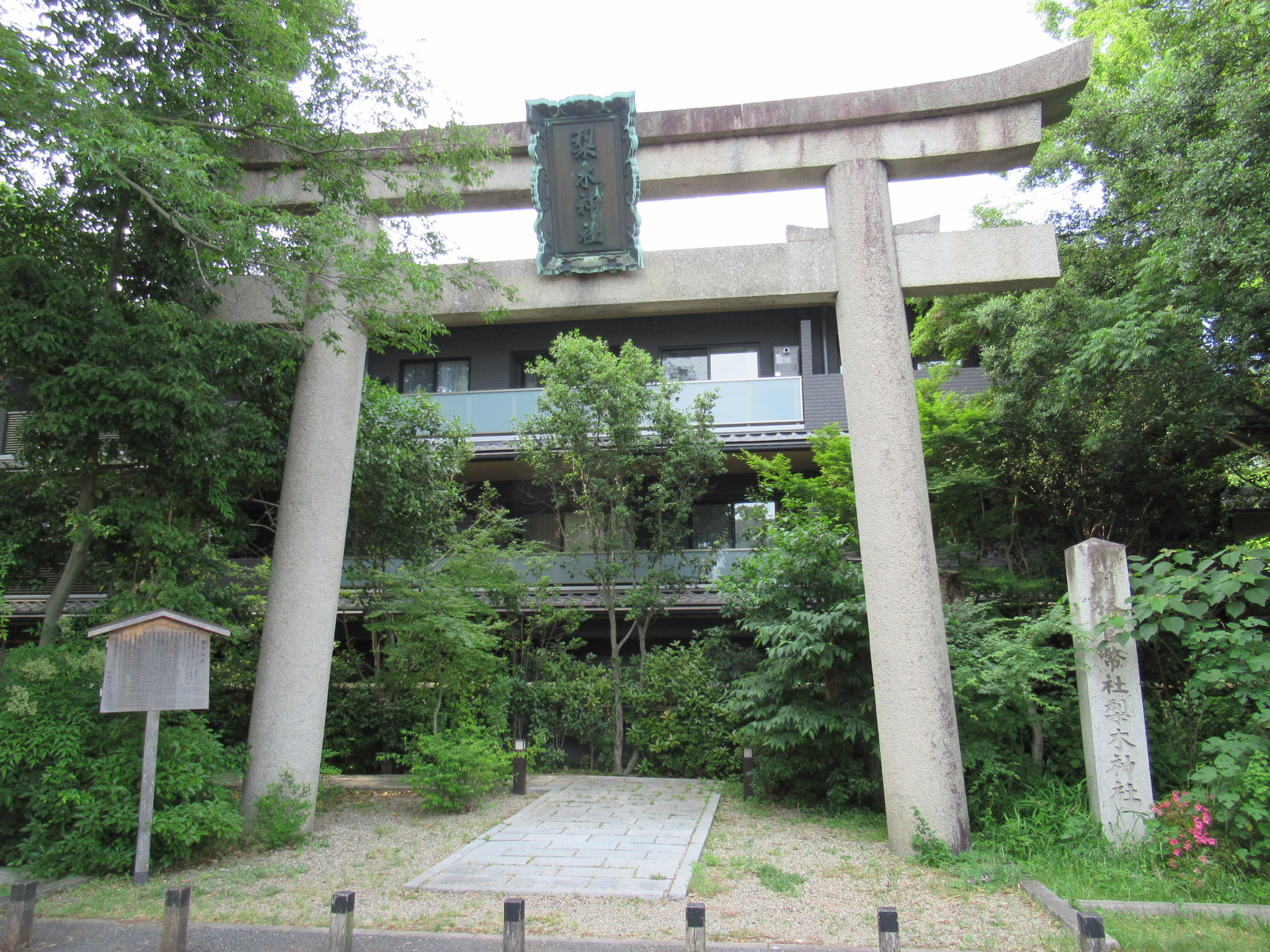
一の鳥居。扁額は閑院宮載仁親王の染筆[13]。
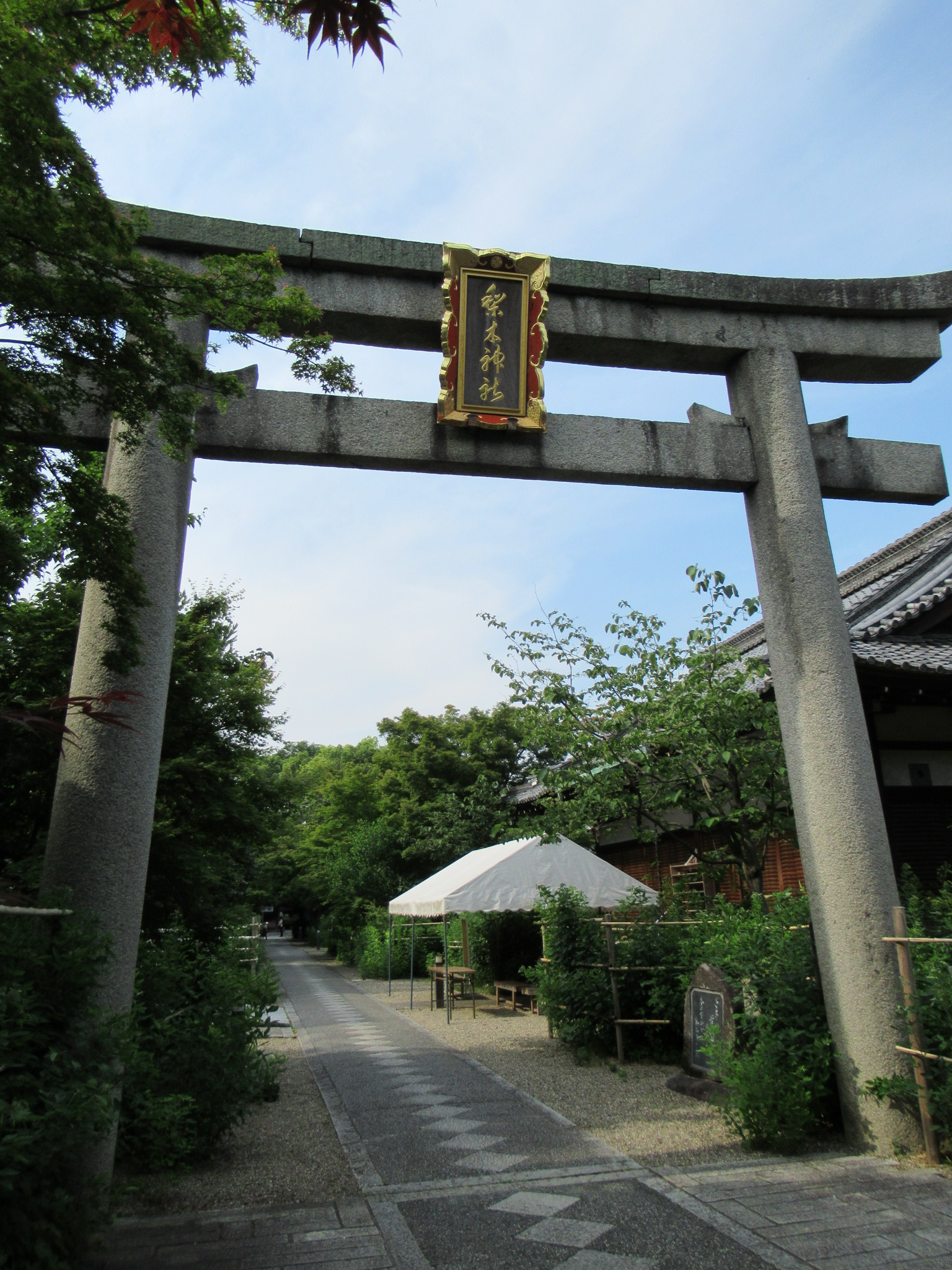
二の鳥居。扁額は久邇宮朝彦親王の染筆[13]。

### 染井の水
境内の井戸の水は「染井の水」と呼ばれ、京都三名水の一つで、唯一現存している。飲料可。藤原良房の館にあり染物に使っていた。

## 祭礼
- 毎月1日・15日：月次祭
- 1月最終日曜（または2月第一日曜）：元服式
- 4月18日：春季例祭
- 9月中旬 - 下旬：萩祭り
- 10月10日：秋季例祭
- 10月最終日曜：七五三

## アクセス
- 京都市バス、京都バス 「府立医大病院前」停留所下車徒歩1分

## 関連図書
- 二六興信所 編纂、山田米吉 編「梨木神社」『勤王事蹟別格官幣社精史』二六興信所、1935年、74-77頁。NDLJP:1112175/48。
- 安津素彦、梅田義彦 編集兼監修者『神道辞典』神社新報社、1968年、43頁。NDLJP:2997629。
- 白井永二、土岐昌訓 編『神社辞典』東京堂出版、1979年、256頁。NDLJP:12266197。